# Sweatshirt
"Sweatshirt" é o single de estreia do cantor norte-americano Jacob Sartorius. Foi disponibilizado para download no dia 3 de maio de 2016 pelo selo T3 Music Group.

## Composição
"Sweatshirt" retrata Jacob oferecendo a uma garota seu moletom para vestir.

## Recepção
A música e o videoclipe foram criticados no mundo todo por críticos musicais. 

## Vídeo musical
Um videoclipe para a canção foi lançado em 7 de junho de 2016, com a participação da atriz americana Luna Blaise. Com a ajuda de sua família e amigos, o vídeo foi filmado e publicado no YouTube. O vídeo tornou-se o 14º vídeo mais com mais dislikes no YouTube, com mais de 2,1 milhões de dislikes.

## Gráficos
| Chart (2016)                       | Peak position |
| ---------------------------------- | ------------- |
| Canadá (Canadian Hot 100)          | 81            |
| Estados Unidos (Billboard Hot 100) | 90            |